# Росс, Дональд Кирби
Дональд Кирби Росс (англ. Donald Kirby Ross, 8 декабря 1910 — 27 мая 1992) — офицер ВМС США, за свои действия в ходе японской атаки на Перл-Харбор награждён высшей наградой США — Медалью Почёта.
Д.Росс стал первым награждённым Медалью Почёта в период Второй мировой войны, будучи первым среди первых 16-ти награждённых данной наградой за действия при атаке на Перл-Харбор (при этом 12 награждений из них были посмертными).

## Биография
Родился 8 декабря 1910 года в Беверли, штат Канзас.
В ВМС США с июня 1929 года. После прохождения подготовки на военно-морской базе в Сан-Диего проходил подготовку в школе помощников механика на военно-морской базе Норфолк, после чего был назначен на транспорт USS Henderson. Затем проходил службу на госпитальном судне USS Relief, тральщике USS Brant,  эсминце USS Simpson, тяжёлом крейсере «Миннеаполис».
В октябре 1940 года в звании уорент-офицера машинного отделения проходил службу на линкоре «Невада».
В ходе атаки японцев на Перл-Харбор 7 декабря 1941 года линкор «Невада» получил тяжёлые повреждения от бомб и торпед, но поскольку линкор, в отличие от других кораблей, не был пришвартован бортом к другому кораблю, командир корабля принял решение отойти от причала и выйти в море.
 В том, что корабль дал ход — во многом заслуга Д.Росса, он запустил машину в носовом отделении, приказав механикам покинуть отделение, а сам продолжал её обслуживать пока не ослеп и не потерял сознание. Будучи спасён, продолжал выполнять обязанности до выброса корабля на мель. Несмотря на ослабленное зрение Росс отказался от госпитализации, и участвовал в спасательных работах. Поступил в госпиталь только через три дня после нападения, где в течение трёх недель восстанавливал зрение, после чего снова вернулся на линкор.
Цитата из наградного листа:

За выдающееся поведение по линии своей профессии, исключительное мужество и пренебрежение собственной жизнью во время атаки на флот в Перл-Харборе, территория Гавайи, со стороны японских сил 7 декабря 1941 года. Когда оставаться в носовом машинном отделении линкора «Невада» стало невыносимо из-за дыма, пара и жары, машинист Росс приказал команде покинуть помещение и выполнял все обязанности лично, пока не был ослеплён и не потерял сознание. Будучи спасён и реанимирован, он вернулся в отделение, где снова потерял сознание от усталости. По возвращении в сознание, оставался на месте до получения приказа покинуть отделение.
Оригинальный текст (англ.)For distinguished conduct in the line of his profession, extraordinary courage and disregard of his own life during the attack on the Fleet in Pearl Harbor, Territory of Hawaii, by Japanese forces on 7 December 1941. When his station in the forward dynamo room of the U.S.S. Nevada became almost untenable due to smoke, steam, and heat, Machinist Ross forced his men to leave that station and performed all the duties himself until blinded and unconscious. Upon being rescued and resuscitated, he returned and secured the forward dynamo room and proceeded to the after dynamo room where he was later again rendered unconscious by exhaustion. Again recovering consciousness he returned to his station where he remained until directed to abandon it.

18 апреля 1942 года был награждён Медалью Почёта, которую ему вручил адмирал Честер Нимиц.
В июне 1942 года получил звание энсина и далее проходил службу на линкоре, который принимал участие в высадках десанта в Нормандии и Южной Франции, к концу войны Росс дослужился до лейтенанта.
Продолжая службу после войны, в ноябре 1954 года получил звание капитана 2-го ранга.
В июне 1956 года был отправлен в отставку с присвоением звания капитана.

## В отставке
Выйдя в отставку, поселился в городе Порт-Орчард в штате Вашингтон, где завёл ферму и проживал с женой и четырьмя детьми.
В соавторстве с женой Хелен написал книгу о кавалерах Медали Почёта, проживающих в штате Вашингтон, которая была опубликована в 1980 году.
В 1991 году присутствовал на церемонии 50-летия нападения на Перл-Харбор.
Умер 27 мая 1992 года в городе Бремертон в возрасте 81 года от сердечного приступа.
Его прах был развеян над морем в месте где в 1948-м году был затоплен линкор «Невада».
В 1997 году в честь него был назван эсминец «Росс».

## Награды
- Медаль Почёта
- Медаль «Пурпурное сердце»